# Crowley (Texas)
Crowley é uma cidade localizada no estado norte-americano do Texas, no Condado de Johnson e Condado de Tarrant.

## Demografia
Segundo o censo norte-americano de 2000, a sua população era de 7467 habitantes.
Em 2006, foi estimada uma população de 10.998, um aumento de 3531 (47.3%).

## Geografia
De acordo com o United States Census Bureau tem uma área de 17,2 km², dos quais 17,2 km² cobertos por terra e 0,0 km² cobertos por água.

## Localidades na vizinhança
O diagrama seguinte representa as localidades num raio de 12 km ao redor de Crowley.